# Prismatoide
En geometria, un prismatoide és un políedre els vèrtexs del qual es troben en dos plans paral·lels. Els prismatoides inclouen les piràmides i els prismes.

## Exemples
Hi ha diverses famílies infinites de prismatoides. Aquí se'n enumeren les més habituals.
| Piràmide | prisma | Antiprisma | Prisma estelat | Cúpula | Tronc de piràmide |
- Una piràmide té una cara anomenada base i un vèrtex en un pla diferent connectat a la base a través de cares triangulars.
- Un prisma té dues cares congruents que pertanyen a dos plans paral·lels, i estan connectades per paral·lelograms laterals.
- Un antiprisma és similar al prisma: té dues cares congruents sobre dos plans paral·lels, però connectades per triangles.
- Un prisma estelat o un antiprisma estelat es defineix de forma anàloga: però les dues cares són polígons estelats.
- Una cúpula té dues cares no congruents, connectades per rectangles i triangles.
- Un tronc de piràmide té dues cares no congruents però semblants, connectades per trapezis.

## Volum
Hi ha una fórmula per al càlcul del volum que val per tots els prismatoides.
Els vèrtexs d'un prismatoide jauen sobre dos plans paral·lels {\displaystyle P_{1}} i {\displaystyle P_{3}}. Sia {\displaystyle P_{2}} el pla paral·lel que està a mig camí entre {\displaystyle P_{1}} i {\displaystyle P_{3}}. Cada un dels {\displaystyle P_{1},P_{2},P_{3}} interseca el prismatoide en un polígon, un segmento o un punto (el pla intermedi {\displaystyle P_{2}} interseca el prismatoide necessàriament en un polígon). Siguin {\displaystyle A_{1},A_{2},A_{3}} les àrees d'aquestes interseccions (zero si és un segment o un punt, positiva si és un polígon).
Sia {\displaystyle h}l'açada del prismatoide, és a dir la distància entre els dos plans {\displaystyle P_{1}} i {\displaystyle P_{3}}.
El volum d'un prismatoide és igual a
{\displaystyle V=h{\frac {A_{1}+4A_{2}+A_{3}}{6}}.}

## Simetria
Tret de rares excepcions, els prismatoides tenen generalment com a molt un eix de simetria (ortogonal als plans paral·lels), i el seu grup de simetria és cíclic ({\displaystyle C_{n}}) o dièdric ({\displaystyle D_{n}}), de forma similar al que passa amb el grup de simetria d'un polígon al pla.
Entre les excepcions hi ha alguns políedres esporàdics: entre ells, el tetràedre regular, el cub i l'octàedre regular.